# The Project Hate MCMXCIX
I The Project Hate MCMXCIX (nome spesso abbreviato in Project Hate) sono un gruppo industrial-death metal svedese attivo dal 1998.

## Formazione

### Formazione attuale
- Lord K Philipson – chitarra, basso, tastiere, programmazioni, cori (1998–presente)
- Jörgen Sandström – voce (1998–presente)
- Ellinor Asp – voce femminile (2014–presente)
- Dirk Verbeuren – batteria (2014–presente)

### Ex componenti
- Mia Ståhl – voce femminile (1999–2002)
- Petter S. Freed – chitarra (2002–2008)
- Anders Bertilsson – chitarra (2009–2011)
- Daniel "Mojjo" Moilanen – batteria (2006–2007)
- Jo Enckell – voce femminile (2002–2010)
- Michael Håkansson – basso (2005–2010)
- Thomas Ohlsson – batteria (2009–2010)
- Ruby Roque – voce femminile (2010–2013)
- Tobben Gustafsson – batteria (2010–2013)

## Discografia

### Album in studio
- 2000 – Cybersonic Superchrist
- 2001 – When We Are Done, Your Flesh Will Be Ours
- 2003 – Hate, Dominate, Congregate, Eliminate
- 2005 – Armageddon March Eternal - Symphonies of Slit Wrists
- 2007 – In Hora Mortis Nostræ
- 2009 – Deadmarch: Initiation of Blasphemy
- 2009 – The Lustrate Process
- 2011 – Bleeding the New Apocalypse (Cum Victriciis In Manibus Armis)
- 2013 – The Cadaverous Retaliation Agenda
- 2014 – There Is No Earth I Will Leave Unscorched
- 2017 - Of Chaos and Carnal Pleasures

### Album live
- 2003 – Killing Hellsinki